# Nitronic Rush
Nitronic Rush es un videojuego de carreras independiente desarrollado por estudiantes de la Universidad de DigiPen que incorpora elementos de supervivencia como obstáculos a evitar. Fue lanzado el 11 de noviembre de 2011 para Microsoft Windows.
El juego tiene una secuela llamada Distance.

## Jugabilidad
Nitronic Rush es un «videojuego de carreras de supervivencia experimental» que mezcla arcade, acción y conducción. El juego ofrece un universo futurista inspirado en Tron en el que el jugador conduce un coche equipado con un sistema de vuelo, salto y turbo, pudiendo cambiar de dirección en el aire. Algunas de estas habilidades tienen un uso limitado por una barra de sobrecalentamiento que se puede enfriar mediante trucos acrobáticos.
El objetivo del juego es completar cada circuito y obtener el máximo de puntos sin chocar con los obstáculos, rejillas láser u otras trampas que obstaculicen el progreso del jugador durante el transcurso de la carrera. En caso de colisión con algún obstáculo (y por tanto destrucción del vehículo), el vehículo controlado por el jugador será transportado hasta el último punto de control por el que haya cruzado.
El juego ofrece varios conjuntos de niveles que ofrecen diferentes desafíos:
- El modo historia, que incluye los niveles presentes en la campaña principal.
- El modo hardcore, que incluye niveles que ofrecen una dificultad superior al modo historia.
- El modo desafío, que es un modo de juego en el que el jugador debe completar el circuito sin ver destruido su vehículo (en cuyo caso tendrá que volver a empezar el nivel desde el principio).
- El modo Stunt (Acrobacias), que es un modo de juego en el que el jugador debe ganar el máximo de puntos a través de trucos acrobáticos.

## Desarrollo
El juego fue desarrollado por estudiantes de la Universidad DigiPen como parte de un proyecto avanzado (GAM375) bajo el nombre "Team Nitronic".
Los desarrolladores de Nitronic Rush son:
- Kyle Holdwick (Productor Ejecutivo)
- Andrew Kibler (Diseñador de juegos)
- Christopher Barrett (Director técnico)
- Jordan Hemenway (Director de audio)
- Andrew Nollan (Director de arte)
- Jason Nollan (Programador)
- Laura Borgen (Artista)
- Edward Peters (Artista)
- Ariel Gitomer (Artista)
- Nathan Aldrich (Artista)
- Mark Quigley (Compositor)

## Recepción
Aunque fue poco conocido debido a estos orígenes, el juego ha ganado críticas positivas que destacan el ingenio del diseño, los gráficos y la dificultad que ofrece este título a pesar de su corta vida útil.
Nitronic Rush también ha ganado varios premios y galardones, incluidos los DigiPen Game Awards 2011 como Mejor juego del año y dos menciones honoríficas del Independent Games Festival.
Tras este éxito, los desarrolladores del equipo Nitronic crearon una secuela llamada Distance, lanzado en 2014.